# Storbranden i London
Storbranden i London (på engelsk The Great Fire of London) var en omfattende brand, som raserede London fra d. 2. til 5. september 1666. Det var tredje gang, at London næsten blev fuldstændigt ødelagt af en storbrand; de tidligere storbrande fandt sted i 1133, 1135 og 1212. Et senere tilfælde, Luftwaffes brandbombeangreb den 29. september 1940, er på engelsk blevet kendt som the Second Great Fire of London (den anden storbrand i London).
The Monument - en søjle rejst til minde om branden - står i sådan en afstand fra stedet, hvor branden brød ud, at hvis den lægges ned, vil den lige nå derhen.

## Hændelsesforløb
Branden brød ud natten til søndag den 2. september 1666. Den begyndte i Pudding Lane (Buddingsmøgen) i Thomas Farrinors hus, kong Charles 2.s hofbager. Antagelig begyndte den, fordi Farrinor havde glemt at slukke bageovnen, før han gik i seng aftenen før. Efter midnat satte gløder fra ovnen ild til brænde ved siden af den. Farrinor kom ud sammen med sin kone, datter og en tjener, mens en tjenestepige blev brandens første offer. Efter branden svor Farrinor, hans søn og datter igen og igen på, at deres ovn var slukket den aften, og at der ved midnat ikke var nok gløder i ovnen til at tænde et lys, hvorfor de havde været nødt til at gå et andet sted for at få det tændt. Men kl. 2 om natten vågnede de og var ved at kvæles af røg.
Inden en time efter udbruddet blev borgmester Thomas Bloodworth, Lord Mayor of London, vækket. Han var ikke bekymret over branden og skal have udtalt, at "en kvinde kan pisse den ud".
De fleste bygninger i London var af bindingsværk, der var tjæret. Ovenikøbet blæste der den nat en stærk østenvind, så gnister sprang mellem husene, der var tørre efter en lang, varm sommer. At de også lå tæt i snævre smøger, gav ilden gunstige forhold. Arkæologiske undersøgelser har vist, at lagerrene omkring Pudding Lane var fulde af brændbare varer, som tømmer, tovværk og olie. I 1979 undersøgtes resterne af en nedbrændt forretning i Pudding Lane ved bageriet, hvor branden angiveligt opstod. I kælderen fandtes rester efter 20 tønder tjære. Smeltede keramikskår viste, at temperaturen under branden havde været oppe på 1.700 °C.
Blytaget på St. Paulskatedralen smeltede i heden, og kogende bly sprøjtede fra tagrenderne ned på brostenene, inden det flød videre ned ad Ludgate Hill. Mængden, der havde søgt tilflugt inde i katedralen, blev tvunget ud, mens varmen fik tagbjælkerne over dem til at antændes. Snart dryppede smeltet bly fra taget ind i sprækker i bygværket, så selve stenene eksploderede "som granater".
En samtidig kilde beskrev branden på malende vis:
"Så, så rystede byen virkelig, og indbyggerne skælvede virkelig, og flygtede i stor forundring fra deres huse, så flammerne ikke skulle opsluge dem: rumle, rumle, rumle var ildens lyd fra alle retninger, som om et tusinde stridsvogne af jern kørte på stenbroen. Man kunne se husene falde, falde, falde, fra den ene ende af gaden til den anden, med et stort brag, så fundamentet var blotlagt mod himmelen."
Da Londons borgmester ikke ville beordre husene nedrevet uden ejernes samtykke, var der ingen brandbælter til at forhindre ilden i at sprede sig. Slukningsforsøg med spande var håbløse, både på grund af brandens omfang, og fordi man ikke kunne opholde sig i gader med brændende huse.

## Ødelæggelserne
Branden ødelagde 13.200 huse, 87 sognekirker, seks kapeller, 44 laugsbygninger, Royal Exchange (Børsen), Custom House (Toldboden), St. Pauls katedral, laugsbygningen Guildhall, Bridewell-slottet bygget for Henrik 8. af England, flere fængsler, Christ's Hospital, Whittingtons langhus (med 128 sæder et af Europas største offentlige toiletter), Sessions House (retsbygningen), fire broer over Themsen og bifloden Fleet, samt tre byporte. Omkring 100.000 blev hjemløse – en sjettedel af byens indbyggere. Heldigvis boede kun en fjerdedel af dem inden for bymuren og branden havde ikke berørt de hurtigt voksende forstæder Wapping og Stepney. Den vestlige del af Fleet Street og dele af Holborn, the Strand og West Ends pladser blev også stående.
Dødstallet er ukendt, men blev anslået til mellem ni og 16. Tallet regnes som lavt anslået.
- Farrinors tjenestepige, navnløs.
- Paul Lowell, en ældre urmager i Shoe Lane fundet omkommet i sit hjem.
- Richard Yrde fundet røgforgiftet på et lokum.
- Ubekendt gammel kvinde fundet ved St. Paulskatedralen.
- Tre døde fundet inde i katedralen, mumificeret af heden. Det herskede usikkerhed om disse i stedet kunne være døde gravlagt i kirken, den ene så langt tilbage som i 1404.[11]

Antal omkomne er usikkert, da der ikke fandtes noget folkeregister. Folk kunne omkomme uden at blive fundet, da den intense hede ville have kremeret deres levninger helt. Neil Hanson anslår i sin bog The Great Fire of London in that Apocalyptic Year, 1666 antal omkomne til adskillige tusinde.
Mange historikere anser branden for at være verdenshistoriens mest ødelæggende brand startet ved et uheld. Inden for bymurene udbrændte næsten fem sjettedele af byen, mens et område svarende til den bevarede sjettedel brændte uden for murene.
Det økonomiske tab anslås til mindst ti millioner pund sterling; i nutidsværdi er der tale om et milliardbeløb.

## Efterspil
I årene før branden havde der været flere profetier om en katastrofe i 1666. Årstallet er specielt, fordi det med arabiske tal indeholder dyrets tal, 666, og med romertal skrives som en række faldende værdier (MDCLXVI). Efter borgerkrigene og pestudbruddet i 1665, der dræbte over 68.000, ventede mange Åbenbaringens tredje rytter.
Efter branden begyndte der at cirkulere et rygte om, at der lå et katolsk komplot bag branden. En enfoldig fransk urmager, Robert "Lucky" Hubert, tilstod (muligvis under tortur), at være en af pavens agenter og at have startet branden i Westminster. Senere ændrede han forklaring og sagde, at han havde tændt branden i bageriet i Pudding Lane. Han blev dømt, på trods af at nogle mente, at han enten var psykisk syg eller løj, og blev hængt i Tyburn den 28. september samme år. Efter hans død kom det frem, at han først var ankommet London to dage efter branden.

### Konsekvenser for byudviklingen
Arkitekten Christopher Wren fik til opgave at lede genopbygningen af byen. I sin oprindelige plan forestillede han sig en by opført i mursten og sten med en retlinjet gadeplan, kontinentale torve og boulevarder. Men da mange bygningers kældre var bevaret, opstod der juridiske tvister om ejerskabet, hvorved den oprindelige plan ikke blev til noget. Fra 1667 skaffede parlamentet penge til genopbygningen af London ved at beskatte kul, og byen blev genopført med sin oprindelige gadeplan, men med forbedrede sanitære forhold og adgangsforhold. Det er hovedårsagen til, at London i dag fremstår som en moderne by, men med en middelalderlig gadeplan. Elleve år efter branden fik Christopher Wren genopført St. Pauls katedral, hvor han ligger begravet.
Man tog ved lære af branden. Det nuværende Globe Theatre, der åbnede i 1997, blev den første stråtækte bygning i London siden branden i 1666.
Selv om London var blevet ramt af en enorm katastrofe, så mange det også som en velsignelse. I Anecdotes of the Manners and Customs of London in the Eighteenth Century, giver Mr. Malclom udtryk for dette (uddrag):
"Himmelen være lovet, at det gamle London brændte. Gode læser, kig på gamle tryk for at se hvordan der så ud; se de skælvende skure, forestil dig rummene i dem, og overvej hvorfor pest, spedalskhed og engelsk sved [svedfeber] raste. Kig så på tryk, der viser vores nuværende boliger, og vær lykkelig."

## Fodnoter
1. ↑  The Second Great Fire of London - The Worst Night Of The Blitz, December 29, 1940 | War History Online
2. ↑  https://www.themonument.info/
3. ↑  Farrinors navn staves på forskellige måder, også: Farriner, Fraynor, Farryner eller Farynor.
4. ↑  "Fire of London". Arkiveret fra originalen 28. april 2020. Hentet 2. april 2020.
5. ↑  Great Fire of London 1666
6. ↑  "Home" (PDF). Arkiveret fra originalen (PDF) 1. september 2019. Hentet 2. april 2020.
7. ↑  https://medium.com/@leohollis/the-fall-of-st-pauls-cathedral-september-4-1666-87cd73b7d075
8. ↑  From Palace to Prison – a Short History of Bridewell | Jane Austen's London
9. ↑  Whittington's Longhouse
10. ↑  Lost in the Great Fire: which London buildings disappeared in the 1666 blaze? | Cities | The Guardian
11. ↑  https://londonist.com/2016/08/is-it-true-that-only-six-people-died-in-the-great-fire
12. ↑  The Great Fire of London killed a lot more than a dozen people | Letters | The Guardian
13. ↑  "How Many People Died?". Arkiveret fra originalen 4. marts 2021. Hentet 2. april 2020.
14. ↑  When London Burned: 1666’s Great Fire | HISTORY
15. ↑  Longman, Hurst, Rees, Orme og Brown (1826). A Complete Collection of State Trials and Proceedings for High Treason and Other Crimes and Misdemeanors from the Earliest Period to the Year 1783, with Notes and Other Illustrations, 18.Google Books
16. ↑  Christopher Wren’s tomb in St. Paul’s Cathedral | THE MATHEMATICAL TOURIST
17. ↑  BBC NEWS | UK | England | London | Iconic Globe's roof re-thatched
18. ↑  Anecdotes of the manners and customs of London, during the eighteenth century : including the charities, depravities, dresses and amusements of the citizens of London, during...